# Открито първенство по тенис на Германия (мъже)
Откритото първенство по тенис на Германия за мъже се провежда на тенискомплекса „Ам Ротенбаум“ в Хамбург.
Днес турнирът е част от сериите „Мастърс“ на АТП и се нарича Хамбург Мастърс. Той е сред най-старите и най-титулувани в света, наред с „Уимбълдън“ и откритите първенства на Австралия, Франция и САЩ, известни като Турнири от Големия шлем.

## История

### До 1938 г.
Първото открито първенство по тенис на Германия за мъже се провежда през 1892 г. Право на участие имат само германци и австрийци. Турнирът започва на 27 август, но е прекъснат заради избухналата епидемия на холера. Месец по-късно Валтер Боне печели първата шампионска титла.
През 1894 г. турнирът се провежда за първи път на мястото, където се намира днешният тенискомплекс. Договорено е той да се провежда на ротационен принцип на това място и на кортовете в квартала Уленхорст (където се провежда през 1892 и 1893). От 1897 г. право на участие получават всички чужденци, а шампион става англичанинът Джордж Хилярд.
Поради финансови затруднения на организаторите, в периода 1898 – 1901 г. откритото първенство на Германия се провежда в Бад Хомбург. 1902 г. бележи не само завръщането на турнира в Хамбург, но и първото състезание за двойки, спечелено от французите Декюжи и Гермо.
По време на Първата световна война Германия е изключена от международния тенис съюз и турнирът не се провежда до 1920 г. От 1924 г. комплексът „Ам Ротенбаум“ е избран за място на провеждане на откритото първенство. 1 година по-късно титлата е спечелена за 7-и път от Ото Фройцхайм – постижение, ненадминато и до днес. Заради Втората световна война състезанието отново не се провежда между 1940 и 1947 г.

### 1948 – 1978
През 1956 г. се състои юбилейният 50-и турнир. По този повод капацитетът на централния корт е увеличен на 5000 места. През 1964 г. броят на местата нараства на 8000. През тази година се играе и последният до днес чисто немски финал, в който Вилхелм Бунгерт побеждава Кристиан Кунке в 4 сета.
От 1966 г. наравно могат да се състезават професионалисти и аматьори. Три години по-късно за първи път има официален награден фонд. Той е в размер на 17 500 долара.
През 1971 г. турнирът става част от основаната от Джак Креймър година по-рано серия Гран при и започва да се провежда през месец юни.
През 1973 г. за първи път се използва правилото тайбрек. Две години по-късно са въведени квалификации за определяне на последните осем състезатели от основната схема, която се състои от 64 тенисисти. Турнирът вече се провежда през месец май.

### От 1979
През 1979 настъпват редица промени. Една от тях е преместването на женското открито първенство на Германия, което от създаването си през 1986 г. се провежда паралелно с мъжкото, в Берлин. Сменен е и организаторът на турнира – до 1979 г. това е Хамбургската Тенис Гилдия, а след това – Хамбургският Тенис Съюз.
През 1980 г. капацитетът на централния корт е увеличен на 9000. Тази година рекорден брой зрители гледат срещите – 67000. Следващият турнир е юбилеен – 75-и – и затова наградният фонд е увеличен на 200 000 долара.
Интересът към турнира расте, а с всеки следващ се подобрява рекорда по посещаемост. През 1989 г. има 102000 посетители. През тази година централният корт побира 10000 зрители, а Германският Тенис Съюз мести офиса си на територията на комплекса.
През 1990 г. наградният фонд надвишава един милион долара. Три години по-късно Михаел Щих става първият германец, спечелил турнира след Вилхелм Бунгерт.
През 1997 е завършена последната реконструкция на централния корт. Капацитетът вече е 13200 места. Кортът е снабден и с подвижен покрив. Това е единствена по рода си конструкция от въжета, които при нужда опъват платнище с площ 8000 м2 и така мачове могат да се играят и при дъждовно време. Разходите за реконструкцията са почти 10 милиона евро.
От 1999 г. турнирът става част от новосъздадените серии Мастърс.
Юбилейното стотно издание на турнира през 2006 г. е спечелено от испанеца Томи Робредо.
Наградният фонд през 2007 г. е малко над 2,08 милиона евро. На финала Роджър Федерер надделя срещу Рафаел Надал, с което прекъсна рекордната серия на испанеца от 81 поредни мача на клей без загуба. Регистриран е нов рекорд по посещаемост – над 110 000 зрители.
Тази година в рамките на Мастърса се проведе и турнир от серията Блек Рок Тур, предназначен за тенислегенди от близкото минало. Ще участват Михаел Щих, Седрик Пиолин, Карел Новачек, Анри Льоконт, Томас Мустер, Борис Бекер, Серхи Бругера и Горан Иванишевич, спечелен от Бругера.
Напоследък става традиция преди началото турнира да се играе демонстративен мач. През 2006 година се изиграва мач, в който Марат Сафин и Томи Хаас използват екипи и ракети, с които се е играело в началото на 20 век. През 2007 г. Томи Робредо и Филип Колшрайбер играят върху контейнери в хамбургското пристанище.
От 2009 г. турнирът вече не е от сериите Мастърс, а става част от Международните серии 500 на АТП.

## Комплекс „Ам Ротенбаум“
Тенискомплексът „Ам Ротенбаум“ се състои от 1 централен и 4 по-малки корта. Централният носи името на първия президент на Германския тенис съюз Карл Аугуст фон дер Меден. Разположен е в Ротербаум – централен квартал на Хамбург, и е лесно достъпен благодарение на няколкото автобусни линии, както и на една линия на метрото, които имат спирки в непосредствена близост.

## Рекорди
- Най-много шампионски титли имат: Ото Фройцхайм (7), Готфрид фон Крам (6), Джосая Ричи (5), Роджър Федерер (4), Андрей Медведев, Граф Виктор Фос и Еди Дибс – по 3.
- Най-дългият сет в историята на турнира продължава 125 минути. На 3 август 1962 г. в турнира по двойки австралийците Кен Флетчър и Джон Нюкъмб печелят трисетов мач срещу германците Вилхелм Бунгерт и Кристиан Кунке. Вторият сет завършва при резултат 30:28 гейма.

## Победители
| Година                   | Шампион                                        | Финалист                                       | Резултат                                       |
| ------------------------ | ---------------------------------------------- | ---------------------------------------------- | ---------------------------------------------- |
| 2025                     | Флавио Коболи                                  | Андрей Рубльов                                 | 6 – 2, 6 – 4                                   |
| 2024                     | Артур Фис                                      | Александър Зверев                              | 6 – 3, 3 – 6, 7 – 6(7–1)                       |
| 2023                     | Александър Зверев                              | Ласло Джере                                    | 7 – 5, 6 – 3                                   |
| 2022                     | Лоренцо Музети                                 | Карлос Алкарас                                 | 6 – 4, 6 – 7(6–8), 6 – 4                       |
| 2021                     | Пабло Каренио Буста                            | Филип Крайнович                                | 6 – 2, 6 – 4                                   |
| 2020                     | Андрей Рубльов                                 | Стефанос Циципас                               | 6 – 4, 3 – 6, 7 – 5                            |
| 2019                     | Николоз Басилашвили                            | Андрей Рубльов                                 | 7 – 5, 4 – 6, 6 – 3                            |
| 2018                     | Николоз Басилашвили                            | Леонардо Майер                                 | 6 – 4, 0 – 6, 7 – 5                            |
| 2017                     | Леонардо Майер                                 | Флориан Майер                                  | 6 – 4, 4 – 6, 6 – 3                            |
| 2016                     | Мартин Клижан                                  | Пабло Куевас                                   | 6 – 1, 6 – 4                                   |
| 2015                     | Рафаел Надал                                   | Фабио Фонини                                   | 7 – 5, 7 – 5                                   |
| 2014                     | Леонардо Майер                                 | Давид Ферер                                    | 6 – 7(3–7), 6 – 1, 7 – 6(7–4)                  |
| 2013                     | Фабио Фонини                                   | Федерико Делбонис                              | 4 – 6, 7 – 6(10–8), 6 – 2                      |
| 2012                     | Хуан Монако                                    | Томи Хаас                                      | 7 – 5, 6 – 4                                   |
| 2011                     | Жил Симон                                      | Николас Алмагро                                | 6 – 4, 4 – 6, 6 – 4                            |
| 2010                     | Андрей Голубьов                                | Юрген Мелцер                                   | 6 – 3, 7 – 5                                   |
| 2009                     | Николай Давиденко                              | Пол-Анри Матийо                                | 6 – 4, 6 – 2                                   |
| ↑ ATP Тур 500 ↑          |                                                |                                                |                                                |
| 2008                     | Рафаел Надал                                   | Роджър Федерер                                 | 7 – 5, 6 – 7(3–7), 6 – 3                       |
| 2007                     | Роджър Федерер                                 | Рафаел Надал                                   | 2 – 6, 6 – 2, 6 – 0                            |
| 2006                     | Томи Робредо                                   | Радек Щепанек                                  | 6 – 1, 6 – 3, 6 – 3                            |
| 2005                     | Роджър Федерер                                 | Ришар Гаске                                    | 6 – 3, 7 – 5, 7 – 6(7–4)                       |
| 2004                     | Роджър Федерер                                 | Гилермо Кория                                  | 4 – 6, 6 – 4, 6 – 2, 6 – 3                     |
| 2003                     | Гилермо Кория                                  | Агустин Калери                                 | 6 – 3, 6 – 4, 6 – 4                            |
| 2002                     | Роджър Федерер                                 | Марат Сафин                                    | 6 – 1, 6 – 3, 6 – 4                            |
| 2001                     | Алберт Портас                                  | Хуан Карлос Фереро                             | 4 – 6, 6 – 2, 0 – 6, 7 – 6(7–5), 7 – 5         |
| 2000                     | Густаво Куертен                                | Марат Сафин                                    | 6 – 4, 5 – 7, 6 – 4, 5 – 7, 7:6(7–3)           |
| 1999                     | Марсело Риос                                   | Мариано Сабалета                               | 6 – 7(5–7), 7 – 5, 5 – 7, 7 – 6(7–5), 6 – 2    |
| 1998                     | Алберт Коста                                   | Алекс Кореча                                   | 6 – 2, 6 – 0, 1 – 0 (отк.)                     |
| 1997                     | Андрей Медведев                                | Феликс Мантиля                                 | 6 – 0, 6 – 4, 6 – 2                            |
| 1996                     | Роберто Каретеро                               | Алекс Кореча                                   | 2 – 6, 6 – 4, 6 – 4, 6 – 4                     |
| 1995                     | Андрей Медведев                                | Горан Иванишевич                               | 6 – 3, 6 – 2, 6 – 1                            |
| 1994                     | Андрей Медведев                                | Евгени Кафелников                              | 6 – 4, 6 – 4, 3 – 6, 6 – 3                     |
| 1993                     | Михаел Щих                                     | Андрей Чесноков                                | 6 – 3, 6 – 7(1–7), 7 – 6(9–7), 6 – 4           |
| 1992                     | Стефан Едберг                                  | Михаел Щих                                     | 5 – 7, 6 – 4, 6 – 1                            |
| 1991                     | Карел Новачек                                  | Магнус Густафсон                               | 6 – 3, 6 – 3, 5 – 7, 0 – 6, 6 – 1              |
| 1990                     | Хуан Агилера                                   | Борис Бекер                                    | 6 – 1, 6 – 0, 7 – 6                            |
| ↑ ATP Тур Мастърс 1000 ↑ |                                                |                                                |                                                |
| 1989                     | Иван Лендъл                                    | Хорст Скоф                                     | 6 – 4, 6 – 1, 6 – 3                            |
| 1988                     | Кент Карлсон                                   | Анри Льоконт                                   | 6 – 2, 6 – 1, 6 – 4                            |
| 1987                     | Иван Лендъл                                    | Милослав Мечирж                                | 6 – 1, 6 – 3, 6 – 3                            |
| 1986                     | Анри Льоконт                                   | Милослав Мечирж                                | 6 – 2, 5 – 7, 6 – 4, 6 – 2                     |
| 1985                     | Милослав Мечирж                                | Хенрик Сундстрьом                              | 6 – 4, 6 – 1, 6 – 4                            |
| 1984                     | Хуан Агилера                                   | Хенрик Сундстрьом                              | 6 – 4, 2 – 6, 2 – 6, 6 – 4, 6 – 4              |
| 1983                     | Яник Ноа                                       | Хосе Игерас                                    | 3 – 6, 7 – 5, 6 – 2, 6 – 0                     |
| 1982                     | Хосе Игерас                                    | Питър Макнамара                                | 6 – 4, 7 – 6, 6 – 7, 3 – 6, 7 – 6              |
| 1981                     | Питър Макнамара                                | Джими Конърс                                   | 7 – 5, 6 – 1, 4 – 6, 6 – 4                     |
| 1980                     | Харолд Соломон                                 | Гилермо Вилас                                  | 6 – 7, 6 – 2, 6 – 4, 2 – 6, 6 – 3              |
| 1979                     | Хосе Игерас                                    | Харолд Соломон                                 | 3 – 6, 6 – 1, 6 – 4, 6 – 1                     |
| 1978                     | Гилермо Вилас                                  | Войтек Фибак                                   | 6 – 2, 6 – 4, 6 – 2                            |
| 1977                     | Паоло Бертолучи                                | Мануел Орантес                                 | 6 – 3, 4 – 6, 6 – 2, 6 – 3                     |
| 1976                     | Еди Дибс                                       | Мануел Орантес                                 | 6 – 1, 4 – 6, 6 – 1, 2 – 6, 6 – 1              |
| 1975                     | Мануел Орантес                                 | Ян Кодеш                                       | 3 – 6, 6 – 2, 6 – 2, 4 – 6, 6 – 1              |
| 1974                     | Еди Дибс                                       | Ханс-Йоахим Пльоц                              | 6 – 2, 6 – 2, 6 – 3                            |
| 1973                     | Еди Дибс                                       | Карл Майлер                                    | 6 – 1, 3 – 6, 7 – 6, 6 – 3                     |
| 1972                     | Мануел Орантес                                 | Адриано Паната                                 | 6 – 2, 9 – 7, 6 – 0                            |
| 1971                     | Андрес Химено                                  | Петер Сьоке                                    | 6 – 3, 6 – 2, 6 – 2                            |
| 1970                     | Том Окер                                       | Илие Настасе                                   | 4 – 6, 6 – 3, 6 – 3, 6 – 4                     |
| 1969                     | Тони Роуч                                      | Том Окер                                       | 6 – 1, 5 – 7, 7 – 5, 8 – 6                     |
| 1968                     | Джон Нюкъмб                                    | Клиф Драйсдейл                                 | 6 – 3, 6 – 2, 6 – 4                            |
| ↑ Оупън ера ↑            |                                                |                                                |                                                |
| 1967                     | Рой Емерсън                                    | Мануел Сантана                                 | 6 – 3, 6 – 3, 6 – 1                            |
| 1966                     | Фред Стол                                      | Ищван Гуляш                                    | 2 – 6, 7 – 5, 6 – 1, 6 – 2                     |
| 1965                     | Клиф Драйсдейл                                 | Боро Йованович                                 | 6 – 2, 6 – 4, 3 – 6, 6 – 3                     |
| 1964                     | Вилхелм Бунгерт                                | Кристиан Кунке                                 | 0 – 6, 6 – 4, 7 – 5, 6 – 2                     |
| 1963                     | Мартин Мълиган                                 | Боб Хюит                                       | 6 – 0, 0 – 6, 8 – 6, 6 – 2                     |
| 1962                     | Род Лейвър                                     | Мануел Сантана                                 | 8 – 6, 7 – 5, 6 – 4                            |
| 1961                     | Род Лейвър                                     | Луис Аяла                                      | 6 – 2, 6 – 8, 5 – 7, 6 – 1, 6 – 2              |
| 1960                     | Никола Пиетранджели                            | Ян-Ерик Лундквист                              | 6 – 3, 2 – 6, 6 – 4, 6 – 2                     |
| 1959                     | Уилям Найт                                     | Ян Вермаак                                     | 4 – 6, 6 – 4, 4 – 6, 6 – 3, 8 – 6              |
| 1958                     | Свен Давидсон                                  | Жак Бришан                                     | 5 – 7, 6 – 4, 0 – 6, 9 – 7, 6 – 3              |
| 1957                     | Мервин Роуз                                    | Пиер Дармон                                    | 6 – 3, 6 – 0, 6 – 1                            |
| 1956                     | Лю Хоуд                                        | Орландо Сирола                                 | 6 – 2, 5 – 7, 6 – 4, 8 – 6                     |
| 1955                     | Артър Ларсен                                   | Владислав Сконечки                             | 3 – 6, 6 – 3, 7 – 5, 6 – 8, 6 – 3              |
| 1954                     | Бъдж Пати                                      | Свен Давидсон                                  | 6 – 1, 6 – 1, 7 – 5                            |
| 1953                     | Бъдж Пати                                      | Фаусто Гардини                                 | 6 – 3, 6 – 2, 6 – 3                            |
| 1952                     | Ерик Стърджис                                  | Ярослав Дробни                                 | 6 – 3, 6 – 2, 6 – 3                            |
| 1951                     | Ленарт Бергелин                                | Свен Давидсон                                  | 4 – 6, 6 – 3, 4 – 6, 6 – 4, 7 – 5              |
| 1950                     | Ярослав Дробни                                 | Готфрид фон Крам                               | 6 – 3, 6 – 4, 6 – 4                            |
| 1949                     | Готфрид фон Крам                               | Ернст Бухолц                                   | 7 – 5, 6 – 1, 6 – 0                            |
| 1948                     | Готфрид фон Крам                               | Хелмут Гулч                                    | 6 – 4, 6 – 1, 4 – 6, 6 – 3                     |
| 1947                     | Турнирът на се провежда (Втора световна война) | Турнирът на се провежда (Втора световна война) | Турнирът на се провежда (Втора световна война) |
| 1946                     | Турнирът на се провежда (Втора световна война) | Турнирът на се провежда (Втора световна война) | Турнирът на се провежда (Втора световна война) |
| 1945                     | Турнирът на се провежда (Втора световна война) | Турнирът на се провежда (Втора световна война) | Турнирът на се провежда (Втора световна война) |
| 1944                     | Турнирът на се провежда (Втора световна война) | Турнирът на се провежда (Втора световна война) | Турнирът на се провежда (Втора световна война) |
| 1943                     | Турнирът на се провежда (Втора световна война) | Турнирът на се провежда (Втора световна война) | Турнирът на се провежда (Втора световна война) |
| 1942                     | Турнирът на се провежда (Втора световна война) | Турнирът на се провежда (Втора световна война) | Турнирът на се провежда (Втора световна война) |
| 1941                     | Турнирът на се провежда (Втора световна война) | Турнирът на се провежда (Втора световна война) | Турнирът на се провежда (Втора световна война) |
| 1940                     | Турнирът на се провежда (Втора световна война) | Турнирът на се провежда (Втора световна война) | Турнирът на се провежда (Втора световна война) |
| 1939                     | Хенер Хенкел                                   | Родерих Менцел                                 | 4 – 6, 6 – 4, 6 – 0, 6 – 1                     |
| 1938                     | Ото Сигети                                     | Бертран Дестрамо                               | 8 – 6, 6 – 8, 6 – 3, 6 – 3                     |
| 1937                     | Хенер Хенкел                                   | Вивиан Макграт                                 | 1 – 6, 6 – 3, 8 – 6, 3 – 6, 6 – 1              |
| 1936                     | Турнирът на се провежда                        | Турнирът на се провежда                        | Турнирът на се провежда                        |
| 1935                     | Готфрид фон Крам                               | Ото Сигети                                     | 6 – 3, 6 – 3, 6 – 3                            |
| 1934                     | Готфрид фон Крам                               | Клейтън Лий Бъруел                             | 6 – 2, 6 – 1, 6 – 4                            |
| 1933                     | Готфрид фон Крам                               | Родерих Менцел                                 | 7 – 5, 2 – 6, 4 – 6, 6 – 3, 6 – 4              |
| 1932                     | Готфрид фон Крам                               | Родерих Менцел                                 | 3 – 6, 6 – 2, 6 – 2, 6 – 3                     |
| 1931                     | Родерих Менцел                                 | Густав Йенеке                                  | 6 – 2, 6 – 2, 6 – 1                            |
| 1930                     | Кристиан Бусу                                  | Йоширо Охта                                    | 1 – 6, 8 – 6, 2 – 6, 6 – 4, 6 – 4              |
| 1929                     | Кристиан Бусу                                  | Ото Фройцхайм                                  | 6 – 1, 4 – 6, 6 – 1, 6 – 8, 6 – 1              |
| 1928                     | Даниел Прен                                    | Ханс Молденхауер                               | 6 – 1, 6 – 4, 6 – 3                            |
| 1927                     | Ханс Молденхауер                               | Вили Ханеман                                   | 6 – 2, 4 – 6, 6 – 4, 6 – 4                     |
| 1926                     | Ханс Молденхауер                               | Валтер Десарт                                  | 6 – 2, 6 – 2, 6 – 1                            |
| 1925                     | Ото Фройцхайм                                  | Бела фон Керлинг                               | 6 – 4, 6 – 1, 4 – 6, 6 – 1                     |
| 1924                     | Бела фон Керлинг                               | Луис Мария Хайден                              | 8 – 6, 6 – 1, 9 – 7                            |
| 1923                     | Хайнц Ландман                                  | Луис Мария Хайден                              | 6 – 2, 6 – 3, 7 – 5                            |
| 1922                     | Ото Фройцхайм                                  | Фридрих Рае                                    | 2 – 6, 6 – 0, 8 – 6, 6 – 1                     |
| 1921                     | Ото Фройцхайм                                  | Робърт Клайншрот                               | 6 – 4, 8 – 6 (отк.)                            |
| 1920                     | Оскар Кройцер                                  | Луис Мария Хайден                              | 6 – 0, 6 – 0, 6 – 2                            |
| 1919                     | Турнирът на се провежда (Първа световна война) | Турнирът на се провежда (Първа световна война) | Турнирът на се провежда (Първа световна война) |
| 1918                     | Турнирът на се провежда (Първа световна война) | Турнирът на се провежда (Първа световна война) | Турнирът на се провежда (Първа световна война) |
| 1917                     | Турнирът на се провежда (Първа световна война) | Турнирът на се провежда (Първа световна война) | Турнирът на се провежда (Първа световна война) |
| 1916                     | Турнирът на се провежда (Първа световна война) | Турнирът на се провежда (Първа световна война) | Турнирът на се провежда (Първа световна война) |
| 1915                     | Турнирът на се провежда (Първа световна война) | Турнирът на се провежда (Първа световна война) | Турнирът на се провежда (Първа световна война) |
| 1914                     | Турнирът на се провежда (Първа световна война) | Турнирът на се провежда (Първа световна война) | Турнирът на се провежда (Първа световна война) |
| 1913                     | Хайнрих Шомбурк                                | Ото фон Мюлер                                  | 6 – 2, 6 – 4, 7 – 5                            |
| 1912                     | Ото фон Мюлер                                  | Хайнрих Шомбурк                                | 2 – 6, 6 – 1, 6 – 4, 6 – 2                     |
| 1911                     | Ото Фройцхайм                                  | Феликс Пайпс                                   | 6 – 3, 6 – 2, 6 – 1                            |
| 1910                     | Ото Фройцхайм                                  | Курт Бергма                                    | без игра                                       |
| 1909                     | Ото Фройцхайм                                  | Фридрих Рае                                    | 6 – 0, 6 – 2, 6 – 3                            |
| 1908                     | Джосая Ричи                                    | Джордж К. Логи                                 | 6 – 1, 6 – 1, 6 – 3                            |
| 1907                     | Ото Фройцхайм                                  | Джосая Ричи                                    | 7 – 5, 6 – 3, 6 – 4                            |
| 1906                     | Джосая Ричи                                    | Фридрих Рае                                    | 6 – 2, 6 – 2, 6 – 0                            |
| 1905                     | Джосая Ричи                                    | Антъни Уилдинг                                 | 8 – 6, 7 – 5, 8 – 6                            |
| 1904                     | Джосая Ричи                                    | Курт фон Весели                                | 6 – 4, 6 – 0, 10 – 8                           |
| 1903                     | Джосая Ричи                                    | Макс Декюжи                                    | без игра                                       |
| 1902                     | Макс Декюжи                                    | Джон Флавел                                    | 4 – 6, 2 – 6, 7 – 5, 7 – 5, 6 – 0              |
| 1901                     | Макс Декюжи                                    | Фредерик У. Пейн                               | 6 – 4, 6 – 4, 4 – 6, 6 – 2                     |
| 1900                     | Джордж Хилярд                                  | Хю Дохърти                                     | без игра                                       |
| 1899                     | Кларънс Хоубърт                                | Херълд Меъни                                   | 8 – 6, 8 – 10, 6 – 0, 6 – 8, 8 – 6             |
| 1898                     | Херълд Меъни                                   | Джошуа Пим                                     | 6 – 4, 6 – 3, 6 – 4                            |
| 1897                     | Джордж Хилярд                                  | Джордж Бол-Грийн                               | 6 – 1, 6 – 2, 6 – 3                            |
| 1896                     | Граф Виктор Фос                                | Георг Ванцелиус                                | 6 – 1, 6 – 0, 6 – 1                            |
| 1895                     | Граф Виктор Фос                                | Кристиан Винцер                                | 6 – 2, 6 – 1, 6 – 2                            |
| 1894                     | Граф Виктор Фос                                | Кристиан Винцер                                | 6 – 1, 6 – 4, 11 – 9                           |
| 1893                     | Кристиан Винцер                                | Валтер Боне                                    | 6 – 4, 6 – 0, 3 – 6, 6 – 3                     |
| 1892                     | Валтер Боне                                    | Р. А. Леерс                                    | 7 – 5, 6 – 3                                   |